# HMS Klas Uggla (4)
HMS Klas Uggla (4) var en svensk jagare som sjösattes 18 juni 1931 och levererades till flottan 27 september 1932. Klas Uggla var en av de tre jagare som drabbades i Horsfjärdskatastrofen den 17 september 1941. De övriga två var HMS Klas Horn (3) och HMS Göteborg (J5). Klas Uggla bärgades efter olyckan men var så skadad att fartyget utrangerades den 30 juni 1942.
Jagaren fick sitt namn från den svenske amiralen Claas Uggla.